# Vauquelin de Winchester
Vauquelin, ou en ancien normand et en anglais Walkelin et Walchelin († 3 janvier 1098), fut le premier évêque normand de Winchester, de 1070 à 1098. Il fut aussi le principal ministre de Guillaume le Roux durant les années 1090.

## Biographie

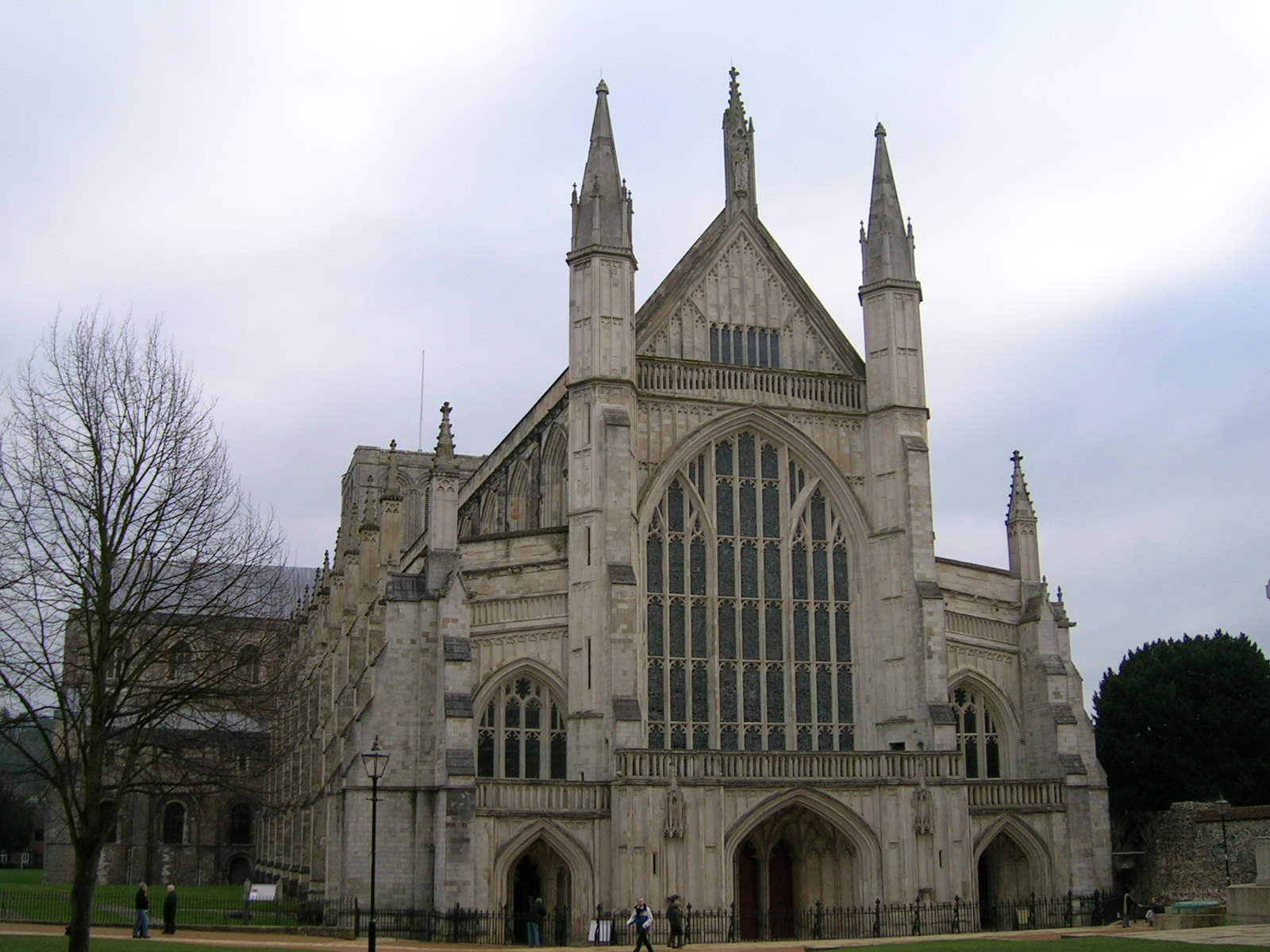
La cathédrale de Winchester

Vauquelin est probablement le chanoine de la cathédrale Notre-Dame de Rouen qui apparaît dans une charte de l'évêque saint Maurille avant la conquête normande de l'Angleterre (1066). À la même époque, il est l'un des chapelains de Guillaume le Conquérant. Il fut dit qu'il était l'un de ses parents, ce qui semble très peu probable. Après la déposition de l'évêque anglo-saxon Stigand en avril 1070, il est désigné pour lui succéder. Sa consécration a lieu le 30 mai suivant. 
Sous le règne de Guillaume le Roux (1187-1100), il devient son principal ministre, bien qu'il ne soit pas, par exemple, aussi proche de lui que le comte Robert Ier de Meulan. Il est toutefois l'un de ses principaux conseillers, et figure régulièrement en tête des témoins de ses actes et chartes. Il semble s'être occupé particulièrement des finances du roi. De ce fait, il collabore avec Rainulf Flambard. Après la mort de Guillaume de Saint-Calais en 1096, il devient le principal ministre de l'administration anglaise. Cette année-là, c'est lui qui organise la levée du geld, l'impôt foncier. Il occupe aussi la fonction de corégent du royaume, avec Flambard, durant la présence de Guillaume le Roux sur le continent,. Il est un ministre important, mais ses fonctions n'ont rien à voir avec celle d'un chef-justicier ou d'un Premier ministre, comme certains historiens l'ont proposé.
Dans son diocèse de Winchester, il essaye de remplacer le chapitre monastique par un chapitre séculier. Il obtient l'accord du roi et de ses collègues évêques, mais l'archevêque Lanfranc de Cantorbéry, élu plus tard lors de cette année 1070, l'en empêche,. Il lance un programme de reconstruction de sa cathédrale à partir de 1079. Pour cela, il décide de faire détruire l'ancienne cathédrale (le Old Minster) qui est la principale église anglo-saxonne d'Angleterre. Il a pour ambition de faire construire une cathédrale immense, de plus de 160 mètres de long. La construction est terminée en 1122, durant l'épiscopat de son successeur, Guillaume Giffard. 
Il nomme son frère Siméon à la fonction de prieur du prieuré cathédral de Winchester. Celui-ci devient abbé d'Ely. Son neveu Gérard d'York commence sa carrière ecclésiastique à Rouen, puis est élu évêque de Hereford, puis archevêque d'York. Vauquelin meurt le 3 janvier 1098.

### Sources
- M. J. Franklin, « Walkelin (d. 1098) », Oxford Dictionary of National Biography, Oxford University Press, 2004.
- « Walkelin of Winchester », Christopher Tyerman, Who's Who in Early Medieval England, 1066-1272, Shepheard-Walwyn, 1996 (ISBN 0856831328).